# Десятиборство

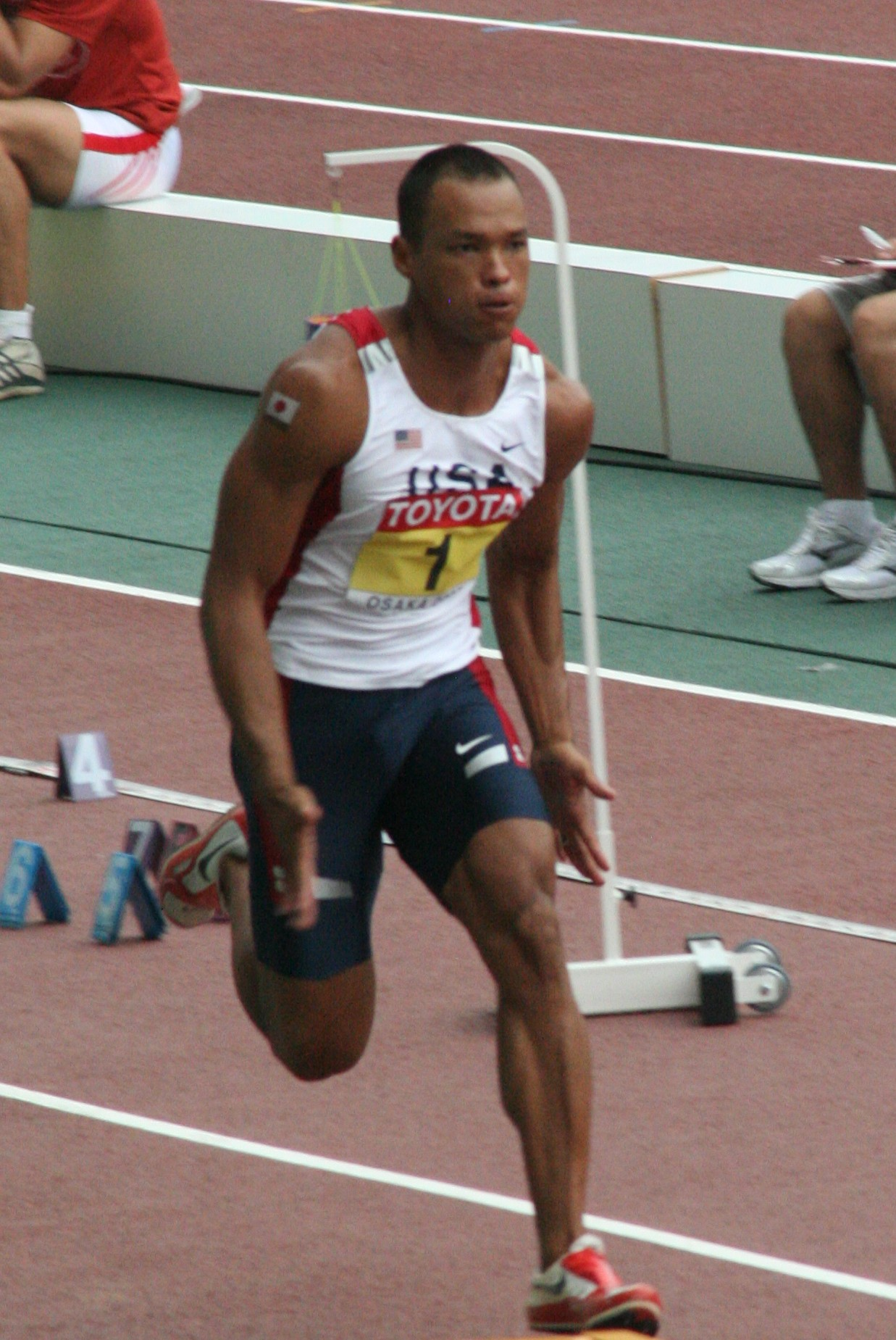
Чемпіон світу у легкоатлетичному десятиборстві Браян Клей (США)

Десятиборство — вид спорту, що включає змагання в 10 видах легкої атлетики. Змагання проводяться 2 дні поспіль (по 5 видів за день). Результат кожного учасника визначається комбінацією його результатів в окремих видах. Є своя система нарахування очок у кожному виді (при цьому враховується саме результат, а не зайняте місце). Потім ці очки підсумовуються, щоб одержати остаточний результат. Змагання з десятиборства проводяться серед чоловіків, жінки змагаються в семиборстві.

## Історія
Сучасне легкоатлетичне багатоборство бере початок ще з античних олімпіад, де прадавні спортсмени змагалися в комбінації декількох дисциплін. Правила сучасного десятиборства були розроблені в 1911 році й в 1912 році вид, як окрема дисципліна, був включений у програму Олімпіад. Таблиці очок переглядалися в 1935, 1952 і 1962 роках. Сучасна система підрахунку була прийнята в 1984 році на конгресі IAAF у Лос-Анджелесі. 

## Загальний опис
Змагання з десятиборства проводять у два дні: 1-й день — біг на 100 м, стрибки в довжину, штовхання ядра, стрибки у висоту, біг на 400 м; 2-й день — біг на 110 м з бар'єрами, метання диска, стрибки з жердиною, метання списа, біг на 1500 м. Переможець визначається за сумою очок, набраних у всіх видах десятиборства, кількість очок у кожному виді програми.
Світовий рекорд — 9126 очок — належить французькому десятиборцю Кевінові Маєру: встановлений 16 вересня 2018 у французькому місті Таланс.
Рекорд України, встановлений у 1984, належить Олександру Апайчеву — 8709 очок.
Вперше змагання з десятиборства були включені в програму Олімпійських ігор в 1912 і відтоді проводяться на всіх найбільших змаганнях з легкої атлетики.

## Чільна десятка десятиборців

### Чоловіки
Станом на серпень 2021
| Місце | Очки | Спортсмен     | Країна          | Дата            | Місце    |
| ----- | ---- | ------------- | --------------- | --------------- | -------- |
| 1.    | 9126 | Кевін Маєр    | Франція         | 16 вересня 2018 | Таланс   |
| 2.    | 9045 | Ештон Ітон    | США             | 29 серпня 2015  | Пекін    |
| 3.    | 9026 | Роман Шебрле  | Чехія           | 27 травня 2001  | Гетцис   |
| 4.    | 9018 | Даміан Ворнер | Канада          | 05 серпня 2021  | Токіо    |
| 5.    | 8994 | Томаш Дворжак | Чехія           | 04 липня 1999   | Прага    |
| 6.    | 8891 | Ден О'Браєн   | США             | 05 вересня 1992 | Таланс   |
| 7.    | 8832 | Браян Клей    | США             | 30 червня 2008  | Юджин    |
| 8.    | 8815 | Еркі Ноол     | Естонія         | 07 серпня 2001  | Едмонтон |
| 9.    | 8811 | Дейлі Томпсон | Велика Британія | 28 серпня 1986  | Штутгарт |
| 10.   | 8790 | Трей Гарді    | США             | 20 серпня 2009  | Берлін   |

## Найкращі результати у видах
Нижче наведені найвищі світові досягнення у окремих дисциплінах десятиборства.
| Дисципліна                    | Результат | Атлет                   | Загальний результат | Місце змагань | Дата змагань | Примітки |
| ----------------------------- | --------- | ----------------------- | ------------------- | ------------- | ------------ | -------- |
| біг на 100 метрів             | 10,12     | Даміан Ворнер Канада    | 8711 очок           | Гетцис        | 25.05.2021   | [ 2 ]    |
| біг на 100 метрів             | 10,12     | 9018                    | Токіо               | 04.08.2021    | [ 3 ]        |          |
| стрибки у довжину             | 8,45      | Сімон Егаммер Швейцарія | 8377                | Гетцис        | 28.05.2022   | [ 4 ]    |
| штовхання ядра                | 19,17     | Едді Губахер Швейцарія  | 7303                | Берн          | 04.10.1969   |          |
| стрибки у висоту              | 2,28      | Дерек Друен Канада      | 7150                | Санта-Барбара | 07.04.2017   | [ 5 ]    |
| біг на 400 метрів             | 45,00     | Ештон Ітон США          | 9045                | Пекін         | 28.08.2015   | [ 6 ]    |
| біг на 110 метрів з бар'єрами | 13,36     | Даміан Ворнер Канада    | 8995                | Гетцис        | 30.05.2021   | [ 7 ]    |
| метання диска                 | 55,87     | Браян Клей США          | 8506                | Карсон        | 24.06.2005   | [ 8 ]    |
| стрибки з жердиною            | 5,76      | Тім Лобінгер Німеччина  | 7346                | Леверкузен    | 16.09.1999   | [ 9 ]    |
| метання списа                 | 79,80     | Петер Бланк Німеччина   | 7425                | Еммельсгаузен | 19.07.1992   | [ 10 ]   |
| біг на 1500 метрів            | 3.58,7h   | Роберт Бейкер США       | 7479                | Остін         | 03.04.1980   |          |